# Dolophilodes pallidipes
Dolophilodes pallidipes är en nattsländeart som beskrevs av Banks 1936. Dolophilodes pallidipes ingår i släktet Dolophilodes och familjen stengömmenattsländor. Inga underarter finns listade i Catalogue of Life.